# 大八镇
大八镇，是中华人民共和国广东省阳江市阳东区下辖的一个乡镇级行政单位。

## 行政区划
大八镇下辖以下地区：
大八社区、大八村、吉水村、古城村、良爱村、龙心村、白蒙村、牛岭村、新垌村、大陂村、河垌村、茅塘村、雷冈村、大岗塘村、周亨村、井冈村、沙朗村、珠环村、太洞村、罗田村、走马坪村和长坪村。